# Matthew Barnaby
Pour les articles homonymes, voir Barnaby.
Matthew Joseph Thomas Barnaby (né le 4 mai 1973 à Ottawa dans la province d'Ontario au Canada) est un joueur professionnel canadien de hockey sur glace.

## Carrière de joueur
Barnaby effectue son stage junior dans la LHJMQ au début des années 1990. Il commence avec les Harfangs de Beauport, pour finir avec les Tigres de Victoriaville la même année où il fait ses débuts dans la LNH, soit en 1992-1993.
Lors des saisons 1993-1994 et 1994-1995, il fait la navette entre les Sabres de Buffalo et les Americans de Rochester, le club-école de Buffalo dans la LAH. La saison suivante, il gagne un poste à temps plein avec le « grand » club. Avec son statut de bagarreur et de joueur aimant la rudesse, il est parmi les plus punis de la LNH la plupart des saisons auxquelles il prend part, obtenant même le « titre » de joueur le plus puni deux saisons durant sa carrière de 14 années dans la LNH. Partout où il passa, il est un des joueurs favoris de la foule.[réf. nécessaire] Il annonça sa retraite durant l'été 2007, soit le 17 juillet.

## Statistiques
| Saison     | Équipe                     | Ligue      |     | Saison régulière | Saison régulière | Saison régulière | Saison régulière | Saison régulière |   | Séries éliminatoires | Séries éliminatoires | Séries éliminatoires | Séries éliminatoires | Séries éliminatoires |
| Saison     | Équipe                     | Ligue      | PJ  | B                | A                | Pts              | Pun              | PJ               | B | A                    | Pts                  | Pun                  |                      |                      |
| 1989-1990  | Frontaliers de Hull        | QAHA       | 50  | 43               | 50               | 93               | 149              | -                | - | -                    | -                    | -                    |                      |                      |
| 1989-1990  | Frontaliers de l'Outaouais | LHMAAAQ    | 2   | 0                | 0                | 0                | 0                | -                | - | -                    | -                    | -                    |                      |                      |
| 1990-1991  | Harfangs de Beauport       | LHJMQ      | 52  | 9                | 5                | 14               | 262              | -                | - | -                    | -                    | -                    |                      |                      |
| 1991-1992  | Harfangs de Beauport       | LHJMQ      | 63  | 29               | 37               | 66               | 476              | -                | - | -                    | -                    | -                    |                      |                      |
| 1992-1993  | Harfangs de Beauport       | LHJMQ      | 19  | 12               | 23               | 35               | 144              | -                | - | -                    | -                    | -                    |                      |                      |
| 1992-1993  | Collège français de Verdun | LHJMQ      | 33  | 26               | 35               | 61               | 217              | -                | - | -                    | -                    | -                    |                      |                      |
| 1992-1993  | Tigres de Victoriaville    | LHJMQ      | 13  | 6                | 9                | 15               | 87               | 6                | 2 | 4                    | 6                    | 44                   |                      |                      |
| 1992-1993  | Sabres de Buffalo          | LNH        | 2   | 1                | 0                | 1                | 10               | -                | - | -                    | -                    | -                    |                      |                      |
| 1993-1994  | Americans de Rochester     | LAH        | 42  | 10               | 32               | 42               | 153              | -                | - | -                    | -                    | -                    |                      |                      |
| 1993-1994  | Sabres de Buffalo          | LNH        | 35  | 2                | 4                | 6                | 106              | 3                | 0 | 0                    | 0                    | 17                   |                      |                      |
| 1994-1995  | Americans de Rochester     | LAH        | 56  | 21               | 29               | 50               | 274              | -                | - | -                    | -                    | -                    |                      |                      |
| 1994-1995  | Sabres de Buffalo          | LNH        | 23  | 1                | 1                | 2                | 116              | -                | - | -                    | -                    | -                    |                      |                      |
| 1995-1996  | Sabres de Buffalo          | LNH        | 73  | 15               | 16               | 31               | 335              | -                | - | -                    | -                    | -                    |                      |                      |
| 1996-1997  | Sabres de Buffalo          | LNH        | 68  | 19               | 24               | 43               | 249              | 8                | 0 | 4                    | 4                    | 36                   |                      |                      |
| 1997-1998  | Sabres de Buffalo          | LNH        | 72  | 5                | 20               | 25               | 289              | 15               | 7 | 6                    | 13                   | 22                   |                      |                      |
| 1998-1999  | Sabres de Buffalo          | LNH        | 44  | 4                | 14               | 18               | 143              | -                | - | -                    | -                    | -                    |                      |                      |
| 1998-1999  | Penguins de Pittsburgh     | LNH        | 18  | 2                | 2                | 4                | 34               | 13               | 0 | 0                    | 0                    | 35                   |                      |                      |
| 1999-2000  | Penguins de Pittsburgh     | LNH        | 64  | 12               | 12               | 24               | 197              | 11               | 0 | 2                    | 2                    | 29                   |                      |                      |
| 2000-2001  | Penguins de Pittsburgh     | LNH        | 47  | 1                | 4                | 5                | 168              | -                | - | -                    | -                    | -                    |                      |                      |
| 2000-2001  | Lightning de Tampa Bay     | LNH        | 29  | 4                | 4                | 8                | 97               | -                | - | -                    | -                    | -                    |                      |                      |
| 2001-2002  | Lightning de Tampa Bay     | LNH        | 29  | 0                | 0                | 0                | 70               | -                | - | -                    | -                    | -                    |                      |                      |
| 2001-2002  | Rangers de New York        | LNH        | 48  | 8                | 13               | 21               | 144              | -                | - | -                    | -                    | -                    |                      |                      |
| 2002-2003  | Rangers de New York        | LNH        | 79  | 14               | 22               | 36               | 142              | -                | - | -                    | -                    | -                    |                      |                      |
| 2003-2004  | Rangers de New York        | LNH        | 69  | 12               | 20               | 32               | 120              | -                | - | -                    | -                    | -                    |                      |                      |
| 2003-2004  | Avalanche du Colorado      | LNH        | 13  | 4                | 5                | 9                | 37               | 11               | 0 | 2                    | 2                    | 27                   |                      |                      |
| 2005-2006  | Blackhawks de Chicago      | LNH        | 82  | 8                | 20               | 28               | 178              | -                | - | -                    | -                    | -                    |                      |                      |
| 2006-2007  | Stars de Dallas            | LNH        | 39  | 1                | 6                | 7                | 127              | -                | - | -                    | -                    | -                    |                      |                      |
| Totaux LNH | Totaux LNH                 | Totaux LNH | 834 | 113              | 187              | 300              | 2 562            | 62               | 7 | 15                   | 22                   | 170                  |                      |                      |

## Transactions en carrière
- 11 mars 1999 : échangé aux Penguins de Pittsburgh par les Sabres de Buffalo pour Stu Barnes.
- 1er février 2001 : échangé au Lightning de Tampa Bay par les Penguins de Pittsburgh pour Wayne Primeau.
- 12 décembre 2001 : échangé aux Rangers de New York par le Lightning de Tampa Bay pour Zdeno Cíger.
- 8 mars 2004 : échangé à l'Avalanche du Colorado par les Rangers de New York avec le choix de 3e tour (Denis Parchine) des Rangers au repêchage de 2004 de la LNH pour Chris McAllister, David Liffiton et le choix de 2e tour des Panthers de la Floride (acquis précédemment, par après re-échangé à la Floride, les Panthers sélectionne David Shantz) au repêchage de 2004 de la LNH.
- 2 juillet 2004 : signe un contrat comme agent libre avec les Blackhawks de Chicago.
- 5 juillet 2006 : signe un contrat comme agent libre avec les Stars de Dallas.